# Сніг у Нью-Йорку
Сніг у Нью-Йорку (англ. Snow in New York) — картина американського художника-реаліста Роберта Генрі.

## Короткий опис
Дата 5 березня 1902 року, зазначена на картині, вказує на те, що картина була написана протягом одного дня. На полотні зображена Західна 55-та вулиця Мангеттена, забудована похмурими особняками з бурого пісковика. На віддалі проглядаються висотні будівлі на П'ятій авеню. На вулиці, яка скупо висвітлюється єдиним ліхтарем, видно нечіткі постаті людей і вози, що залишають на свіжому, але вже дещо забрудненому снігу глибокі борозни. Картина виконана в позірно недбалому стилі, великими мазками.
У картині простежується схожість з полотном Генрі «Ла-Неж» (фр. La Neige; дослівно — «Сніг»), яке за три роки до цього мало успіх у Парижі.
Того ж таки 1902 року картина була продана приватній особі. Згодом її викупив меценат Честер Дейл, який 1954 року передав її в дар Національній галереї мистецтва.